# Santa Isabel (São Paulo)
Santa Isabel  es un municipio brasileño del estado de São Paulo. Su población es de 50 464 habitantes (IBGE 2010) y su superficie de 361,494 km², lo que da una densidad demográfica de 139,6 hab/km².
Sus límites son Nazaré Paulista, Igaratá, Jacareí, Guararema, Mogi das Cruzes, Arujá y Guarulhos.
Es la ciudad natal del historietista brasileño Maurício de Sousa, creador de la serie Mónica y sus amigos.

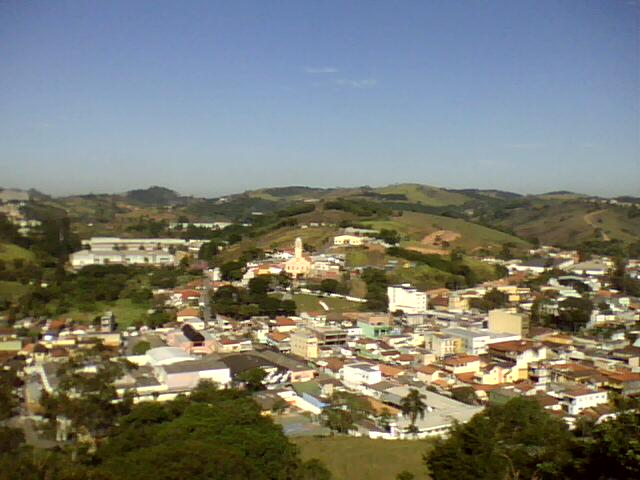
Santa Isabel

- Datos: Q952830
- Multimedia: Santa Isabel (São Paulo) / Q952830

1. ↑  Worldpostalcodes.org,código postal n.º 07500-000.